# Rockville Centre
Rockville Centre ist ein Village in der Town of Hempstead im Nassau County an der Südküste von Long Island. Die Einwohnerzahl betrug bei der Volkszählung 2020 26.016.

## Geschichte
Der Weiler wurde 1849 nach dem örtlichen methodistischen Prediger und Gemeindevorsteher Mordecai „Rock“ Smith „Rockville Centre“ genannt. Es wurde 1893 zum Village erhoben. Rockville Centre wurde im späten 19. und frühen 20. Jahrhundert zum Pendlervorort, da über den Montauk Branch der Long Island Rail Road (LIRR) eine direkte Bahnverbindung nach New York besteht.
Am 17. Februar 1950 kollidierten beim Eisenbahnunfall von Rockville Centre zwei LIRR-Züge in der Nähe des Bahnhofs Rockville Centre, wobei 32 Menschen getötet und mehr als 80 verletzt wurden.

## Religion
Rockville Centre ist Sitz des römisch-katholischen Bistums Rockville Centre.

## Persönlichkeiten des Ortes
- Bernard Addison (1905–1990), Musiker
- Eddie Arcaro (1916–1997), Jockey, der in die Hall of Fame für Pferderennen aufgenommen wurde
- Dave Attell (* 1965), Komiker
- Pete Axthelm (1943–1991), Sportjournalist, Kolumnist und Fernsehkommentator
- Gina Naomi Baez, Schauspielerin
- Louis H. Bauer (1888–1964), Arzt
- Sy Berger (1923–2014), Baseballkartendesigner bei Topps
- Tommy Bianco (* 1952), dritter Baseman, der für die Milwaukee Brewers spielte
- John Byner (* 1938), Impressionist, Komiker und Schauspieler
- John F. Carew (1873–1951), Politiker, der von 1913 bis 1929 im US-Repräsentantenhaus saß
- Jeremiah E. Cary (1803–1888), Politiker
- Brian Cashman (* 1967), General Manager der New York Yankees
- Max Caster, professioneller Wrestler für All Elite Wrestling (AEW)
- Kevin Connors, ESPN-Moderator
- Ted Demme (1963–2002), Filmregisseur und Produzent
- Benjamin DeMott (1924–2005), Autor Kulturkritiker und Professor
- Thomas DiNapoli, Rechnungsprüfer des Staates New York
- Billy Donovan (* 1965), Cheftrainer der Chicago Bulls, NBA
- Molly Dreska (* 1988) Fußballspielerin
- Crystal Dunn (* 1992), Fußballstürmerin der US-Frauennationalmannschaft
- Martin Feldstein (1939–2019) Chef der Wirtschaftsberater von Ronald Reagan
- Sharon Finneran (* 1946), Schwimmerin
- Joseph Fins (* 1959), Arzt und medizinischer Ethiker
- Bethenny Frankel (* 1970), Unternehmerin
- Isadore Freed (1900–1960), Komponist
- Joel Gallen, Fernseh- und Filmregisseur/Produzent und Präsident von Tenth Planet Productions
- Joseph R. Gannascoli (* 1959), Schauspieler, Vito Spatafore in „The Sopranos“.
- Doris Kearns Goodwin (* 1943), Autorin, Historikerin, Fernsehnachrichtenanalystin, Gewinnerin des Pulitzer-Preises 1995 für Geschichte
- Seth Grahame-Smith, Autor und Filmproduzent
- Chris Gibson (* 1964), Politiker
- Judy Griffin, Abgeordnete des Bundesstaates New York, lebt derzeit in Rockville Centre
- Milton Gross (1912–1973), Syndizierter Sportkolumnist der New York Post
- Mel Gussow (1933–2005), Theaterkritiker der New York Times
- Amy Hargreaves (* 1970), Schauspielerin
- John D. Hawke Jr. (1933–2022), Währungsprüfer der Vereinigten Staaten
- Jim Hayes (1948–2009), Spitzenreiter im Basketball-Score aller Zeiten an der Boston University
- Robert M. Hazen (* 1948), Mineraloge
- Joey Heatherton (* 1944), Schauspielerin und Entertainerin
- Ray Heatherton (1909–1997), Schauspieler
- Richard Henning (* 1964), Geistlicher
- John E. Herbst (* 1959), Diplomatin
- Carl Herz (1930–1995), Mathematiker
- Art Heyman (1941–2012), Basketballspieler, All-American an der Duke University
- Henry Hill (1943–2012), Mafia-Informant
- Michael J. Hogan (1871–1940), Politiker
- Donald Holder, Bühnenlichtdesigner
- Billy Idol (* 1955), Musiker
- Chip Jackson (* 1950), Bassist des Fusion und Modern Jazz
- Jeff Jordan (* 1956), Bobsportler
- Dean Kamen (* 1951), Segway Human Transporter inventor
- Kerry Keating, Cheftrainer, Santa Clara University Broncos, ehemaliger Co-Trainer der UCLA
- Kevin Kelton (* 1956), Fernsehautor und Produzent, schrieb für Saturday Night Live
- Gilbert King (* 1962), Autor, Pulitzer-Preisträger
- Billy Koch (* 1974), ehemaliger Pitcher der Toronto Blue Jays
- William Koenig (* 1956), Geistlicher
- Sandy Koufax (* 1935), Pitcher der Baseball Hall of Fame
- Frank Layden (1932–2025), Trainer der Niagara University, Präsident und Trainer der Utah Jazz der NBA
- Kenny Laguna, Produzent, Songwriter und Musiker
- David Wong Louie (1954–2018), Romanautor und Kurzgeschichtenautor
- Brian Mahoney (* 1948), Spieler der New York Nets [ABA], Cheftrainer am Manhattan College und der St. John’s University
- Brendan Malone (* 1942), Co-Trainer der Detroit Pistons, ehemaliger Cheftrainer der Toronto Raptors und Cleveland Cavaliers
- Terry McDermott, Baseballspieler der LA Dodgers
- Anne Meara (1929–2015), Schauspielerin und Komikerin, Mutter des Schauspielers Ben Stiller
- Billy Mitchell (1926–2001), Jazz-Saxophonist
- Mark Militano (* 1954), Eiskunstläufer
- Melissa Militano (1955–2024), Eiskunstläuferin
- Matt K. Miller (* 1960), Komiker, Autor, Synchronsprecher und Schauspieler
- Thomas Edmund Molloy (1884–1956), Geistlicher
- Anne M. Mulcahy (* 1952), Managerin
- Jim Mulholland (* um 1950), Drehbuchautor, Filmproduzent und Schauspieler
- Elliott Murphy (* 1949), Singer-Songwriter
- John Nolan und Michelle Nolan von der Band Straylight Run
- Mark O’Connell, Schlagzeuger der Band Taking Back Sunday, besuchte die South Side High School
- Daryl Palumbo (* 1979) von den Bands GlassJaw und Head Automatica
- Floyd Patterson (1935–2006), Boxer, Weltmeister im Schwergewicht
- Frank Pellegrino (1944–2017), Schauspieler und Gastronom
- Tommy Rainone (* 1980), Boxer im Weltergewicht
- June Diane Raphael (* 1980), Schauspielerin, Komikerin, Autorin
- Matt Reeves (* 1966), Regisseur, Drehbuchautor und Filmproduzent
- Bob Richardson (1928–2005), Fotograf
- Tom Riker (* 1950), Basketballspieler
- Joan Roberts (1917–2012), schuf die Rolle der Laurey in der Originalproduktion von Oklahoma! Auf dem Broadway
- Ted Robinson, Emmy-preisgekrönter Radio- und Fernsehsportmoderator
- Noah Rubin (* 1996), Tennisspieler
- Karen Ryan (* 1984), Filmproduzentin
- Amy Schumer (* 1981), Komikerin
- Mark Allen Shepherd (* 1961), Schauspieler
- Robert B. Silvers (1929–2017), Herausgeber von The New York Review of Books
- Dean Skelos (* 1948), ehemaliger Senator des Staates New York; ehemaliger republikanischer Mehrheitsführer im Senat des Staates New York
- Howard Stern (* 1954), Radiomoderator
- Paulette Tavormina, Fotografin
- Danielle Tumminio Hansen, Autorin, Theologin und religiöse Führerin
- Vinny Testaverde (* 1963), Quarterback der College Hall of Fame, Gewinner der Heisman Trophy, 2-facher NFL All Pro
- Marc Turnesa, Golfspieler auf der PGA Tour
- Jay Wright (* 1961), Cheftrainer der Basketballmannschaft Villanova Wildcats
- Laura Gillen (* 1969), Politikerin
- AJ Wynder, Basketballspieler der Boston Celtics 1990–91